# Orchomène (Béotie)
Pour les articles homonymes, voir Orchomène.
Orchomène de Béotie (en grec ancien : Ὀρχομενός / Orkhomenós) est une ancienne cité grecque de Béotie, sur le fleuve Céphise, au nord de la plaine du lac Copaïs où le fleuve débouchait.

## Géographie
Orchomène est située à l'embouchure d'une rivière dans laquelle finissait l'Hippocrène, lieu de prédilection des Muses, dans les écrits des poètes. La ville se situe près du site de l'ancien lac Copaïs, asséché à la fin du XIXe siècle. Dans l'Antiquité, le territoire que contrôlait la cité d'Orchomène s'étendait jusqu'aux rives de ce lac. Celui-ci était riche en poissons de toutes sortes. Orchomène est également le nom d'une ville et d'un dème (municipalité) de Grèce-Centrale, dans le district régional de Béotie, le dème d'Orchomène. Cette ville est à ne pas confondre avec Orchomène d'Arcadie.

## Histoire

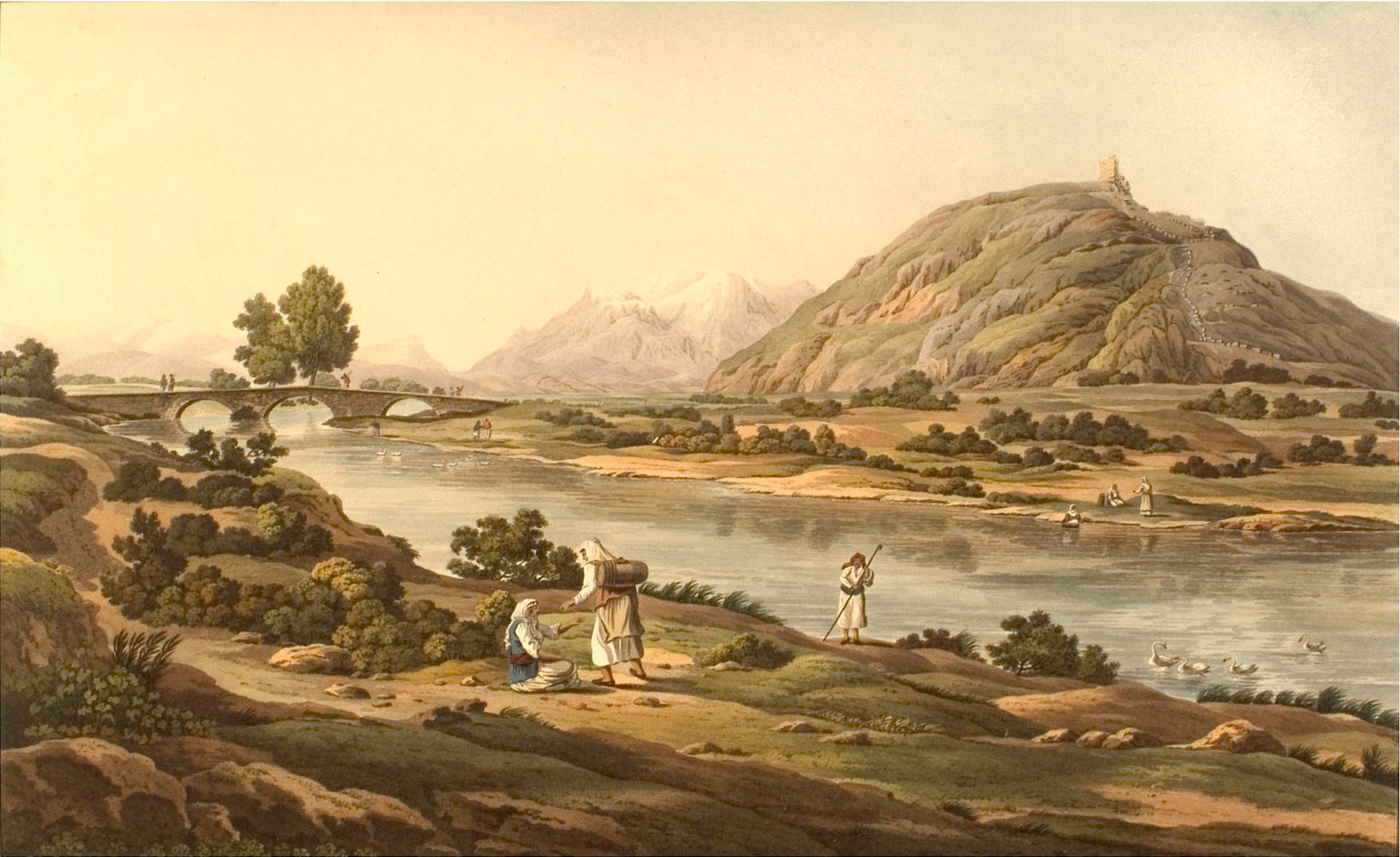
Orchomène de Béotie avec la rivière Céphise, dessin d'Edward Dodwell, avant 1821.

Dans la légende, Orchomène de Béotie fut la capitale des Minyens, clan légendaire de héros dont la branche principale, d'après l’Iliade, vivait à Orchomène. Elle ne fit pas partie de la Béotie depuis sa fondation et porta d'abord le nom de Minyée, en référence à son premier roi Minyas, selon Pausanias, confirmé par Pline le Jeune qui la nomme Orchomenus Minyoeus antea dictus. Son territoire était bordé par le lac Copaïs.
Alternativement, le fondateur et premier roi d'Orchomène est parfois aussi dit être Andréos, fils du dieu fleuve Pénée et grand-père de Mynias par son fils et successeur Étéocle (en). Le district autour d'Orchomène nommé Andréis lui devait son nom.
Orchomène fut le siège d'un culte des Charites, où un temple leur était dédié, qui passe pour un des plus anciens de toute la Grèce. C'est en effet à Orchomène que se trouvait la fontaine Acidalie où les Charites venaient se baigner. 
Orchomène fut une rivale de Thèbes et de Naupacte. 
Quand le village d'Ascra, d'où était originaire le célèbre poète Hésiode, fut rasé par les Thespiens au VIIe siècle av. J.-C., ses habitants se réfugièrent à Orchomène. Selon la Constitution d'Orchomène d'Aristote, les habitants d'Ascra placèrent les cendres d'Hésiode à côté du tombeau de Minyas, sur l'agora de leur cité d'accueil. 
Orchomène fait partie de la Ligue béotienne (appelée également Confédération béotienne). Elle s’opposa toujours à la suprématie de Thèbes en Béotie, mais cette dernière, en -364, la détruisit et la supplanta sur toute la Béotie. Elle fut reconstruite par le roi de Macédoine Philippe II (-359–-336).

### Personnages
Selon la légende, le fondateur et premier roi d'Orchomène fut Minyas.
Ascalaphe et Ialmène (en grec ancien Ἀσκάλαφος καὶ Ἰάλμενος) sont deux frères Orchoméniens, fils d'Arès et d'Astyoché, ou bien de Lycos et Pernis. Ils font partie des Argonautes et des prétendants d'Hélène.
Ils règnent sur la cité et mènent ses guerriers à la guerre de Troie, embarqués sur trente nefs béotiennes d'Asplédon et d'Orchomène. Ascalaphe est tué au combat par Déiphobe tandis que Ialmène fera partie des guerriers présents dans le cheval de Troie. Selon Strabon, au retour de Troie, Ialmène, ancien Argonaute, conduit une troupe d'Orchoméniens qui fonde une colonie dans la région du Pont.

### Archéologie

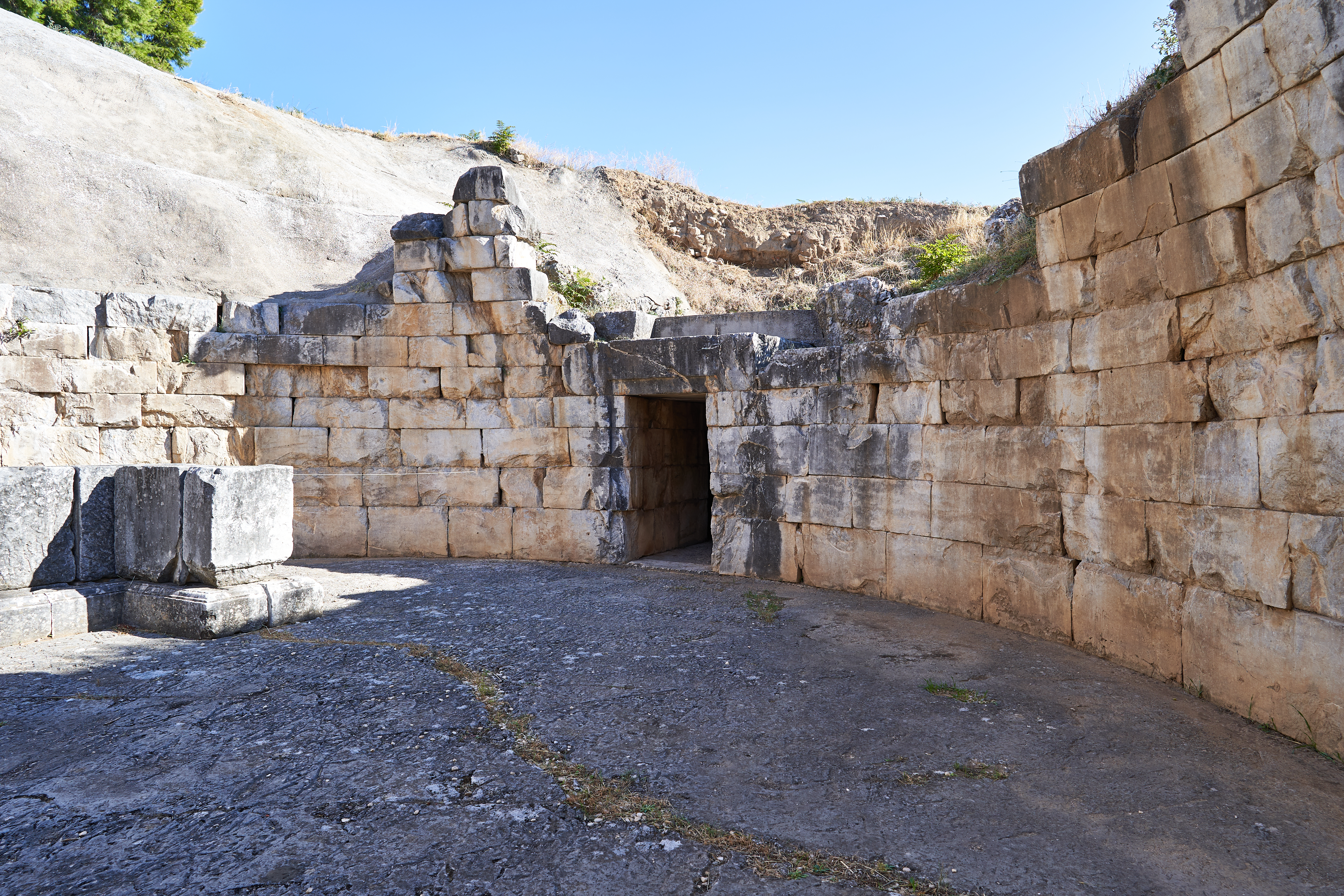
Tombe mycénienne dite « de Minyas ».

Le site d'Orchomène est peuplé dès le Néolithique. En 1880–1886, Heinrich Schliemann découvrit une tholos qu'il appela « Tombe de Minyas (de) ». En 1893, André de Ridder mit au jour un temple d'Asclépios et des sépultures de la nécropole romaine. Une mission archéologique bavaroise dirigée par Heinrich Bulle et Adolf Furtwängler continua les recherches en 1903–1905. En 1970–1973, les recherches furent poursuivies par Theódoros Spyrópoulos (en), qui mit au jour un palais mycénien, un cimetière préhistorique et un théâtre antique.